# Erik Seidel
Erik Seidel (New York, 6 november 1959) is een Amerikaans professioneel pokerspeler met negen World Series of Poker-titels op zijn naam. Tijdens de World Series of Poker 1988 verloor Seidel de finale van het main event van Johnny Chan, waardoor hij net geen (officieus) wereldkampioen werd.
Met destijds $17.000.000,- aan prijzengeld was Seidel tot juni 2012 de meest verdienende toernooispeler ooit. Hij werd toen voorbijgestreefd door Antonio Esfandiari, die op die dag een toernooi won dat hem in één keer ruim achttien miljoen dollar rijker maakte. Naast Seidel wonnen alleen Phil Ivey en Doyle Brunson zowel een WPT-toernooi als acht (of meer) WSOP-titels (tot en met mei 2011). Hij won tot en met september 2023 meer dan $46.900.000,- in pokertoernooien.
Seidel is van origine een toernooispeler in backgammon, waarbij ook veel gerekend wordt. Na zich een tijdje beziggehouden te hebben met de aandelenmarkt, stortte hij zich op poker.
Seidel won in 2007 zijn achtste WSOP-titel. Op dat moment was hij daarmee vijfde aller tijden. Alleen Phil Hellmuth, Johnny Chan, Doyle Brunson en Johnny Moss hadden er op dat moment meer. In 2010 haalde ook Phil Ivey zijn achtste WSOP-titel binnen. Seidel won naast WSOP-titels ook onder meer een World Poker Tour-toernooi (het 2008 WPT Foxwoods Poker Classic, goed voor een prijs van $992.890,-), het Super High Roller Event van de Aussie Millions 2011 ($2.472.555,-), het High Roller Event van de LA Poker Classic 2011 ($144.570,-) en het National Heads-Up Poker Championship 2011 ($750.000,-).
In 2021 won Seidel zijn negende WSOP-titel, online. Hij won het $10.000,- Super MILLION$ toernooi ($977.842,10). In 2023 won hij zijn tiende titel, toen hij het $50.000 Super High Roller toernooi won ($1.704.000,-).
Seidel was de mentor van pokerspeelster Maria Konnikova. Konnikova had nog geen pokerervaring, en vroeg Seidel om haar te coachen. Konnikova werd onder Seidel's begeleiding een succesvolle speelster - tot en met september 2024 heeft ze meer dan $751.000,- gewonnen in live pokertoernooien. Over haar ervaring schreef ze het boek The Biggest Bluff: How I Learned to Pay Attention, Master Myself, And Win.

## World Series of Poker bracelets
| Jaar   | Toernooi                                                                  | Prijs       |
| ------ | ------------------------------------------------------------------------- | ----------- |
| 1992   | $2.500 Limit Hold-Em                                                      | $168.000    |
| 1993   | $2.500 Omaha 8 or better                                                  | $94.000     |
| 1994   | $5.000 Limit Hold-Em                                                      | $210.000    |
| 1998   | $5.000 Deuce to Seven Draw                                                | $132.700    |
| 2001   | $3.000 No Limit Hold'em                                                   | $411.300    |
| 2003   | $1.500 Pot Limit Omaha                                                    | $146.100    |
| 2005   | $2.000 No Limit Hold'em                                                   | $611.795    |
| 2007   | $5.000 World Championship No Limit Deuce to Seven Draw Lowball met rebuys | $538.835    |
| 2021 O | $10.000 Super MILLION$                                                    | $977.842,10 |
| 2023   | $50,000 Super High Roller                                                 | $1,704,400  |

Bij jaartallen gevolgd door een 'O' betreft het bracelets die zijn gewonnen in de online variant van de World Series of Poker.